# Jaropolk II. Vladimírovič
Jaropolk II. Vladimírovič (1082, Černihiv – 18. února 1139, Kyjev) byl kníže perejaslavský a od roku 1132 veliký kníže kyjevský.

## Životopis
Za jeho vlády se Kyjevská Rus jakožto jednotný stát rozpadla. Pocházel z dynastie Rurikovců, byl synem velikého knížete Vladimíra Monomacha a jeho ženy Gythy z Wessexu.
V mládí bojoval v taženích svého otce proti Polovcům v letech 1103 a 1116. Když v roce 1114 zemřel Svjatoslav Vladimirovič, převzal po něm Perejeslavské knížectví. Po smrti svého staršího bratra Mstislava Vladimiroviče v roce 1132 převzal vládu nad Kyjevskou Rusí. Kníže Jaropolk se musel potýkat s mnoha konkurenty ze své rodiny, především se svým nevlastním bratrem Jurijem Dolgorukim. V roce 1116 se oženil s osetskou princeznou Helenou (zemřela po roce 1146), se kterou neměl žádné děti.